# Tohoku Rakuten Golden Eagles

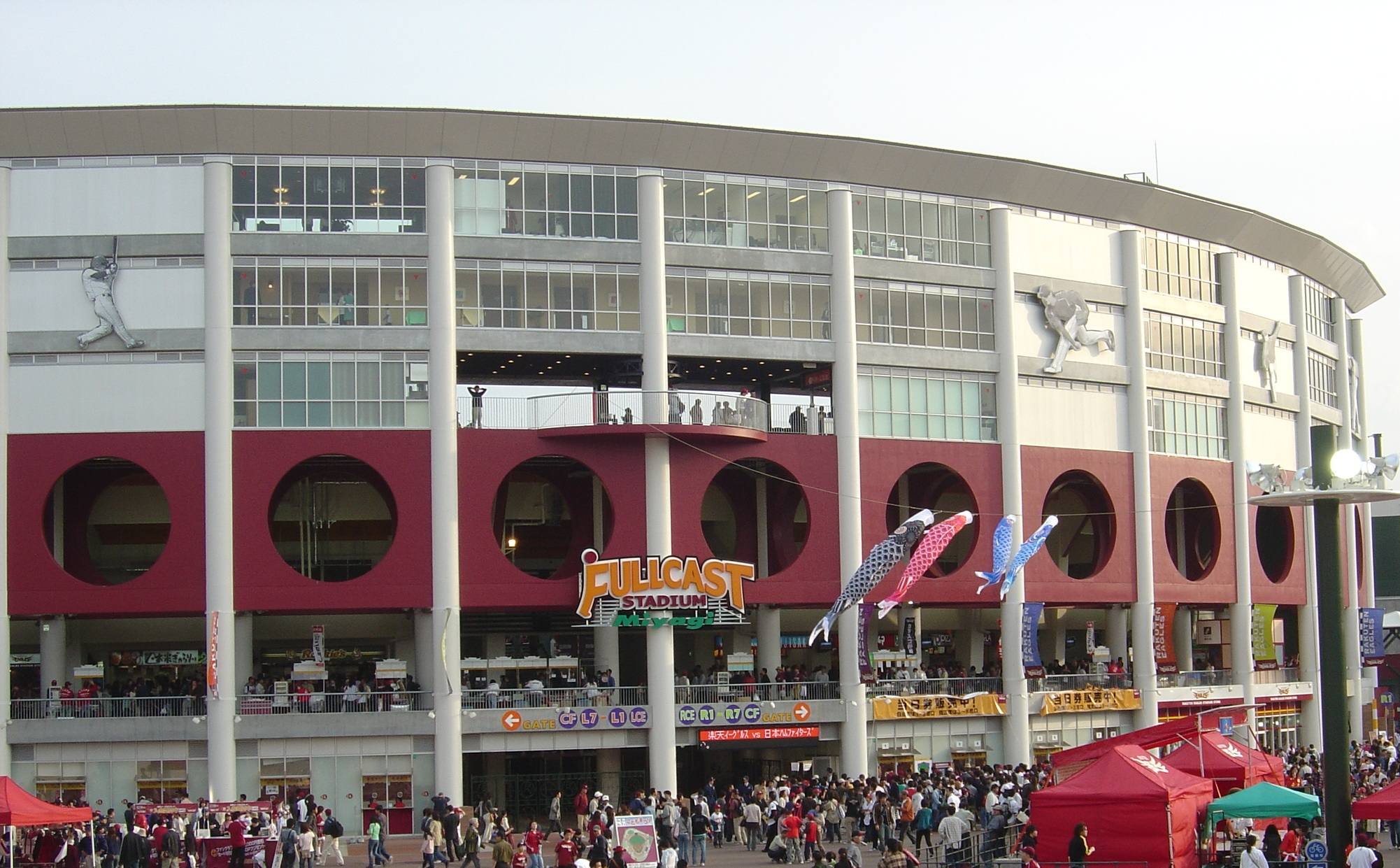
Miyagi Baseball Stadium.

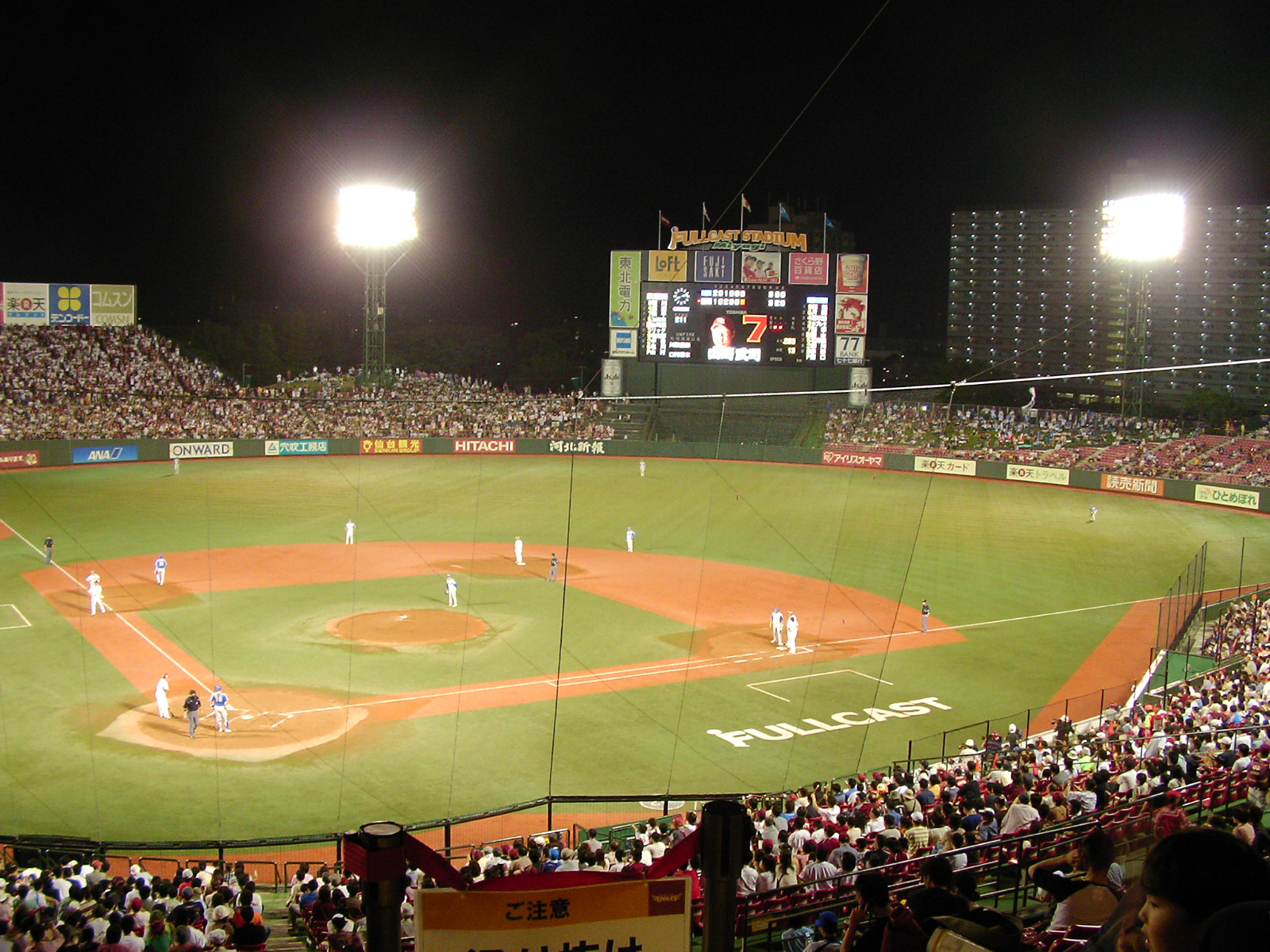
Miyagi Baseball Stadium.

Tohoku Rakuten Golden Eagles (東北楽天ゴールデンイーグルス, Tōhoku Rakuten Gōruden Īgurusu) är en professionell basebollklubb i Sendai i Japan som spelar i Pacific League i Nippon Professional Baseball (NPB).
Klubben grundades 2004 och spelade sin första säsong 2005. Hemmaarena är Miyagi Baseball Stadium med en publikkapacitet på cirka 23 000 åskådare.
Klubben vann Pacific League för första gången 2013 och vann även slutspelet Japan Series.
Klubben ägs av internethandelsföretaget Rakuten.